# Фуркрея
Фуркрея (Furcraea) — рід сукулентних рослин підродини агавових (Agavaceae), родини холодкових (Asparagaceae).

## Опис

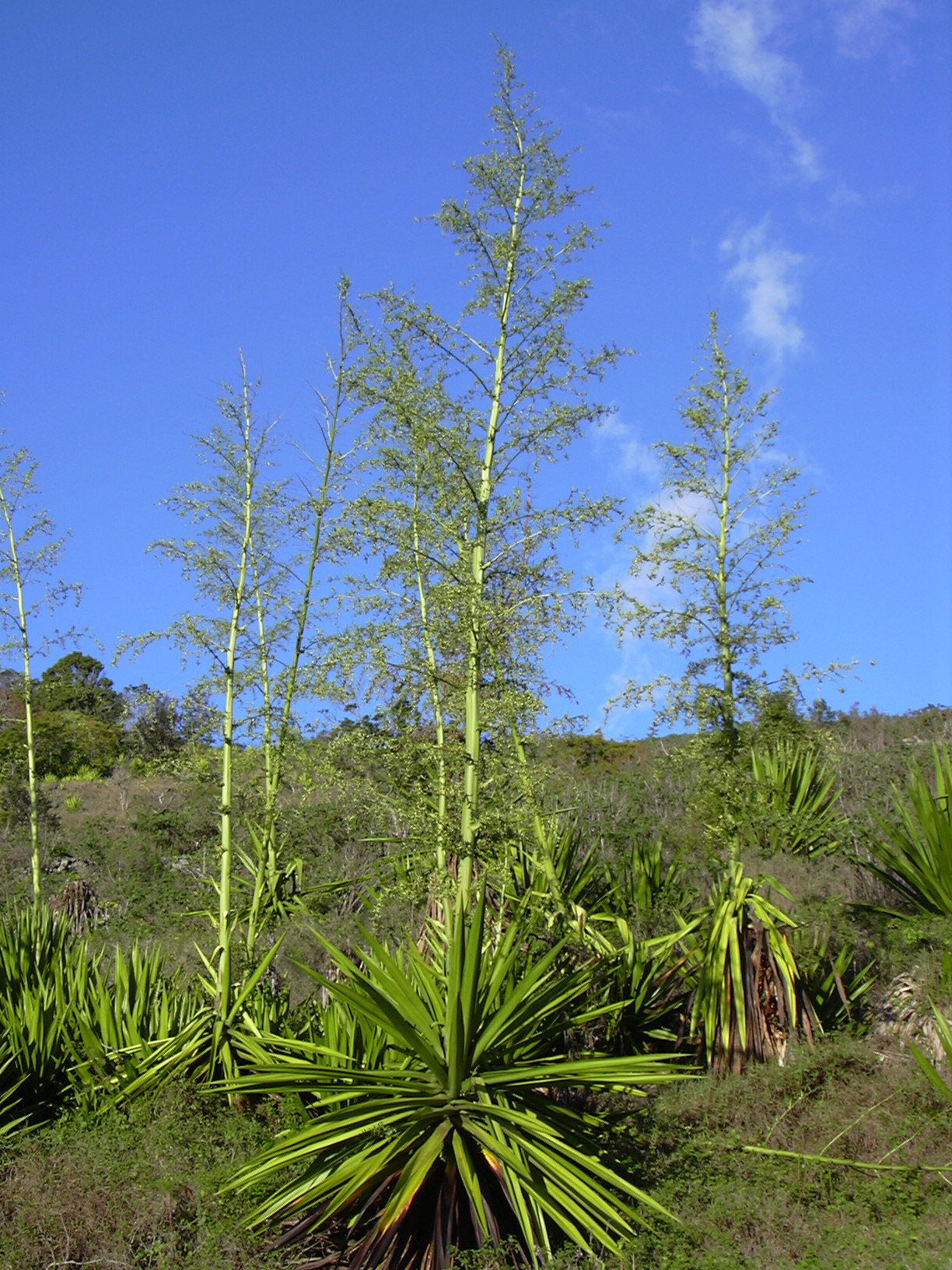
Цвітіння фуркреї

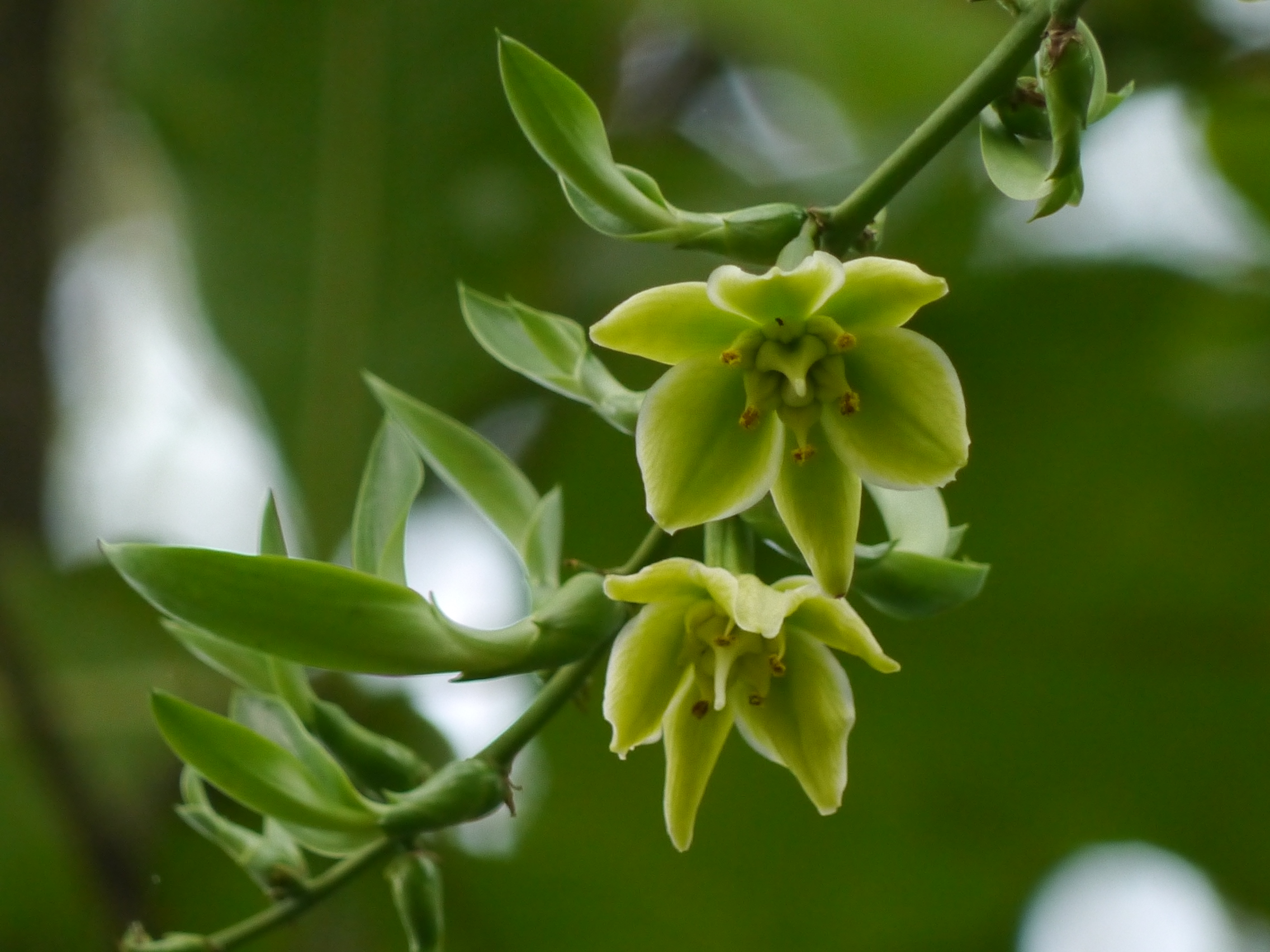
Квіти фуркреї

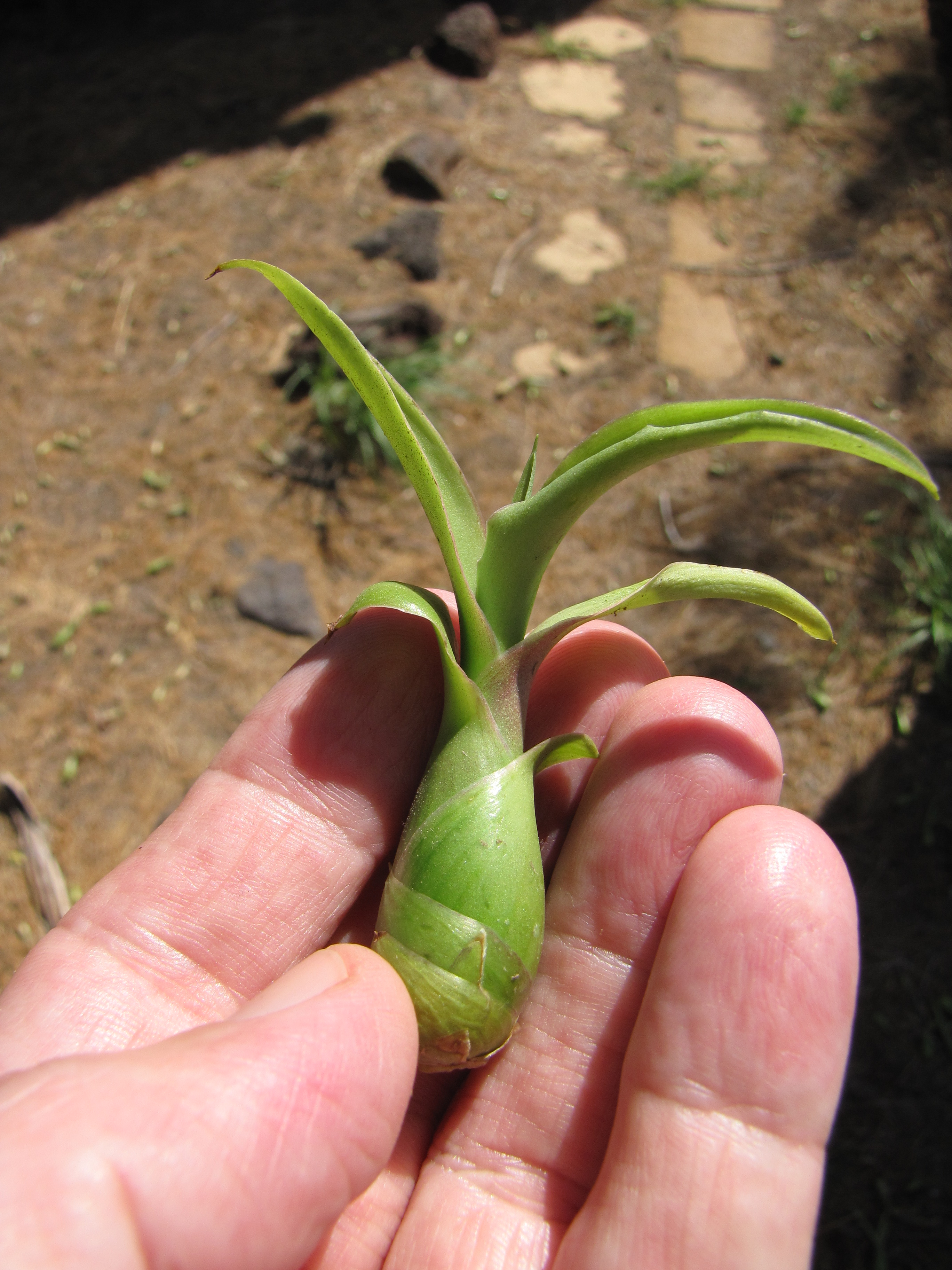
Бульбінела фуркреї

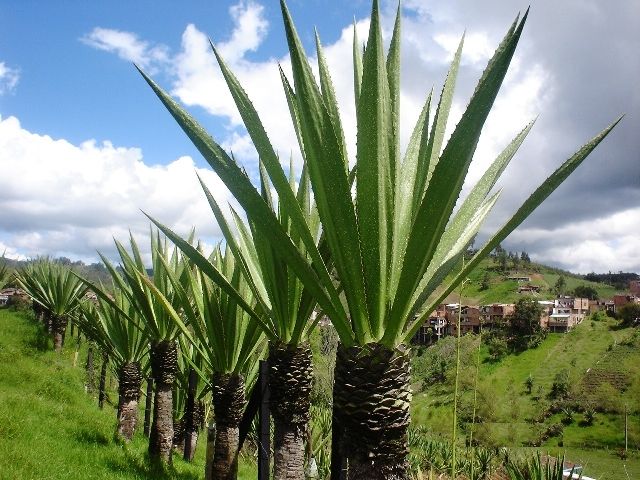
Furcraea andina

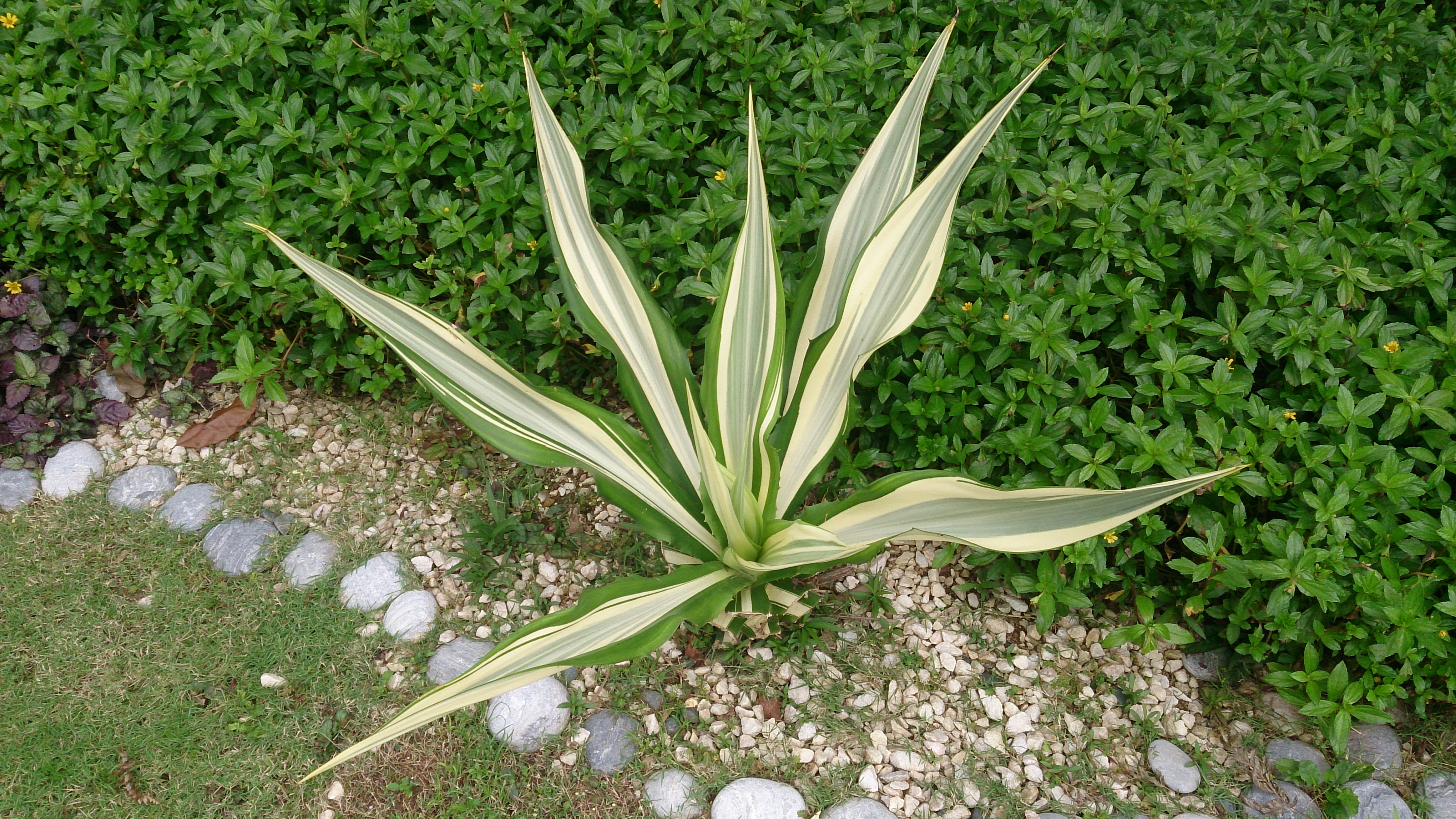
Furcraea foetida

Фуркреї — великі за розмірами рослини з укороченим, більш-менш редукованим стеблом, 25-50 см завдовжки, що несе розетку сукулентного листя. Зовні дуже схожі на агави. Листки довгі, 80-200 см завдовжки і до 30 см завширшки, стеблообгортні, прямі, ланцетоподібні або мечоподібні, з великими міцними шипами по краях листків, зеленого або сіро-зеленого кольору, закінчуються гострої колючкою. Суцвіття складні, сильно розгалужені, до 10 м заввишки. Квітки двостатеві, актиноморфні, шестичленні, білого або білувато-зеленого кольору, на довгих квітконіжках з приквітками. Оцвітина до 5 см в діаметрі, пелюстки вільні, зрілі тичинки і маточка не виходять за межі оцвітини. В пазухах квітконіжок можуть утворюватися бульбінели, що є одним з природних способів вегетативного розмноження рослин цього роду. Плоди — видовжені або округлі локуліцидні тригніздні коробочки. Як і агава, фуркрея є монокарпічною рослиною, тобто квітне раз у житті, після чого гине. Рослини фуркреї рідко утворюють життєздатне насіння, тому розмноження відбувається зазвичайза допомогою бульбінел.

## Поширення
Рід Furcraea складається з близько 20 видів, що поширені у Південній, Центральній і Північній Америці (на північ від центральної частини Мексики) та на островах Карибського басейну. Порівняно з агавами фуркреї чутливіші до холоду і можуть витримувати тільки найм'якші заморозки.

## Використання
Деякі види фуркрей, як і агав (агава сизальська), культивують для отримання еластичного волокна, яке застосовують при виробництві грубої тканини, мішків, мотузок, сіток, однак волокно з фуркреї цінується нижче сизаля. Технологія культури і первинної переробки листя така ж, як і для агав. На острові Святої Єлени, острові Маврикій, в країнах Південної Африки, в Індії, Венесуелі і Бразилії широко культивується фуркрея смердюча (Furcraea foetida), або «маврикійська конопля», а на Кубі — фуркрея шестипелюсткова (Furcraea hexapetala), або «кубинська конопля».
Зрідка, через дуже великий розмір, їх вирощують як декоративні  рослини.

## Фуркрея в Україні
В Україні фуркрея росте в Нікітському ботанічному саду, куди її завезли у 1946 році. У 2004 році вона вперше зацвіла, після чого, як і всі монокарпіки, загинула. Через вісім років, у 2012, зацвіла її донька. Через величезний квітконіс, що зростав на 30 см щодоби і може досягати 12 м заввишки, довелося розібрати дах оранжереї.
В Київському ботанічному саду імені академіка Олександра Фоміна зростає Фуркрея Селло (Furcraea selloa).
В Кам'янець-Подільському ботанічному саду зростає Фуркрея Селло (Furcraea selloa), яка вперше зацвіла восени 2020 року